# Вурда

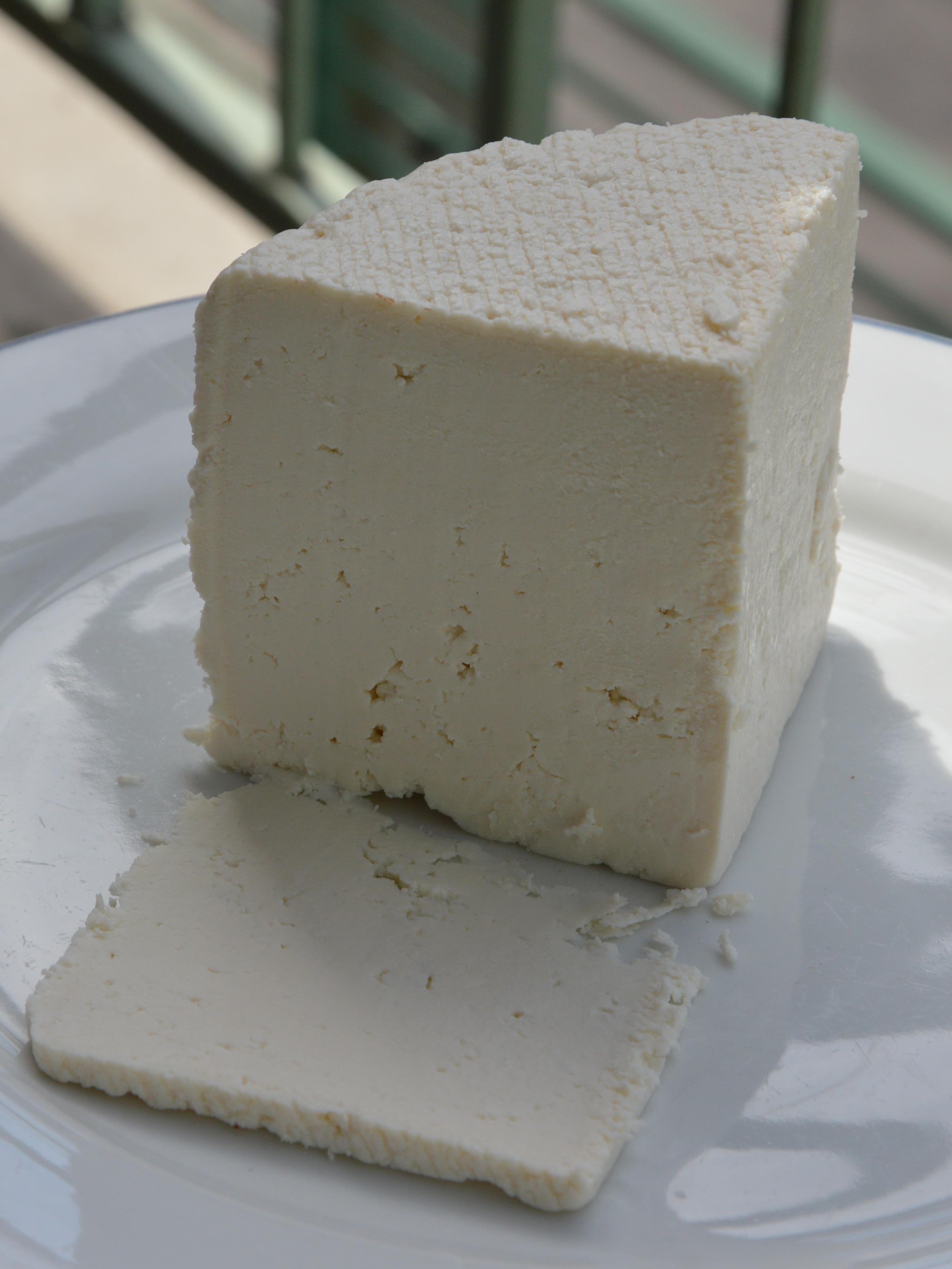
Вурда.

Вурда (укр. вурда, макед. урда, серб. вурда, рум. urdă, венг. orda, zsendice) — варёный сыр, который изготавливают в Карпатах, в частности на Гуцульщине (Черновицкой, Ивано-Франковской и Раховском районе Закарпатской обл.), в Бессарабии и на Балканах из сыворотки и овечьего молока. После приготовления сычужного сыра, полученную сыворотку ставят в кастрюле на огонь, добавляют свежее овечье молоко (1 — 2 л на 10 л сыворотки). Когда на поверхности начнет образовываться белая пена, очищают дно кастрюли от образовавшегося сгустка, чтобы избежать пригорания, с помощью деревянной лопатки. При дальнейшем нагревании на поверхности образуется «шапка» сыра. Лучше немного не доводить до кипения — при этом сыворотка получается совсем прозрачной и выход сыра может быть немного больше, но вполне можно и допустить кипение. Полученный сыр откидывают на полотно. Белковой основой вурды, в отличие от творога, является не казеин, а один из альбуминов — лактальбумин.
Вурду можно употреблять как обычный сыр, для этого сыворотку лучше отжимать не полностью, чтобы сыр был нежным и вкусным. При этом его можно слегка посолить. Такой сыр также может храниться в морозильной камере неопределенно долгое время.
Похожий сыр известен не только в Карпатах. Он также очень популярен в Италии и в других странах Средиземноморья, где его называют рикотта или Брюель. Однако эти сыры готовятся из коровьего молока по такой же технологии.